# Чабрадский замок
Чабрадский замок (словац. Čabradský hrad, венг. Csábrág) — руины замка в Словакии в районе деревни Чабрадский Врбовок, к юго-востоку от города Крупина.
Замок был построен в XIII веке. Первое упоминание относится к 1276 году. В XV веке его взяли гуситские войска, которыми командовал Ян Искра. 
С конца XVI века замок стал резиденцией дворянского рода Кохари. В 1585 и 1602 годах он выдержал нападения турок. В 1622 г. владельцем замка стал Петер Кохари.
Окончательно замок был заброшен в 1812 году.